# Aeroportul P.R.Mphephu
Aeroportul P.R.Mphephu (IATA: THY, ICAO: FATH) este un aeroport din Provincia Limpopo, Africa de Sud.
Situat la o altitudine de 611 m, aeroportul dispune de o singură pistă.